# Исландский песочник
Исландский песочник (лат. Calidris canutus) — птица семейства бекасовых (Scolopacidae).

## Внешний вид
Исландский песочник — компактная птица с короткой шеей, его величина составляет около 25 см. Клюв относительно короткий и прямой, коричнево-зелёные лапки короткие. В зимнем оперении верхняя сторона у этого вида пепельно-серая со светлыми вкраплениями, нижняя сторона — беловатая со слабыми серыми вкраплениями на груди и по бокам. В летнем оперении обоих полов верхняя сторона чёрная с красноватыми вкраплениями, голова и нижняя сторона окрашены в рыже-красный цвет. В полёте видны хвост и белые окаймления крыльев. Молодые птицы напоминают своим внешним видом зимнее оперение взрослых, однако верхняя сторона коричневая с чёрно-белыми вкраплениями и тёмной полоской посередине, а бока бежевого цвета. Лапки окрашены в оливково-зелёный цвет.

## Распространение
Исландский песочник гнездится главным образом в Гренландии, в Канаде, на Аляске и в сибирской тундре. Его перелёты крайне далеки, а их целью является Западная Африка. По пути весной и осенью он отдыхает в Ваттовом море. 

## Подвиды

Гнездование и миграция отдельных подвидов исландского песочника

Существует шесть подвидов исландского песочника:
- C. c. roselaari
- C. c. rufa
- C. c. canutus
- C. c. islandica
- C. c. rogersi
- C. c. piersmai

C. c. piersmai гнездится на севере Сибири и совершает зимой перелёт в дельту Хуанхэ или на северо-восток Австралии, где он зимует на илистых побережьях. C. c. rogersi гнездится на крайнем северо-востоке Сибири и также мигрирует вдоль китайского побережья на юго-восток Австралии, а также в Новую Зеландию. C. c. roselaari гнездится на крайнем севере Аляски и мигирует через Делавэрский залив на северо-востоке США во Флориду. Пока не известно, совершает ли этот подвид свой перелёт также вдоль западного побережья США, чтобы перезимовать в Центральной Америке. Подвид C. c. rufa гнездится на северо-западе Канады, отдыхает во время перелёта в как и его сородич в Делавэрском заливе и летит с остановками в Бразилии до Аргентины. C. c. islandica гнездится на севере Гренландии и летит через Исландию и в Западную Европу, где зимует на просторах Ваттового моря. Ареал гнездования подвида C. c. canutus расположен в северо-западной Сибири. Свою миграцию он совершает в Западную Африку, где зимует на илистых побережьях. Ваттовое море для этого подвида является важной остановкой при перелёте.

## Питание

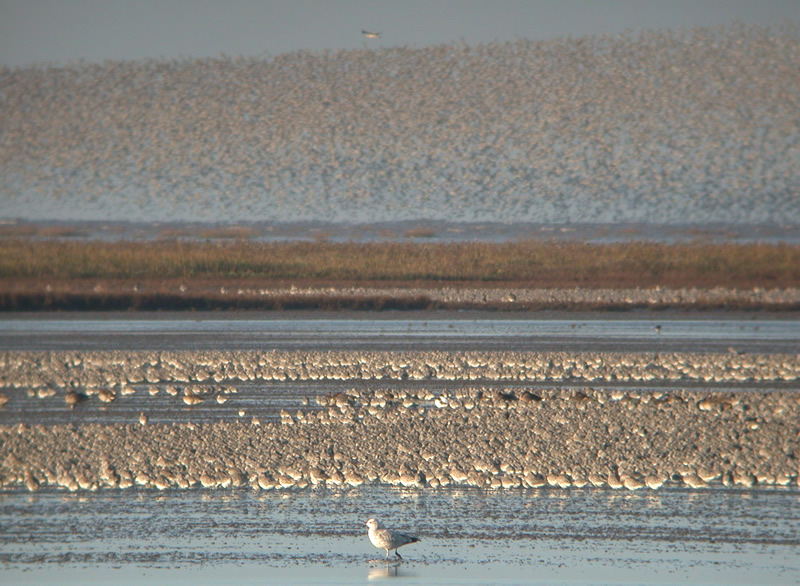
Исландские песочники в Ваттовом море

Пища исландского песочника состоит главным образом из двустворчатых и улиток. Он полностью заглатывает добычу и раздавливает твёрдые оболочки с помощью мышц желудка. В ареале гнездования исландские песочники употребляют в пищу также наземных членистоногих. При остановках на пути миграции в Делавэрском заливе отъедаются яйцами из береговых кладок мечехвостов.

## Размножение

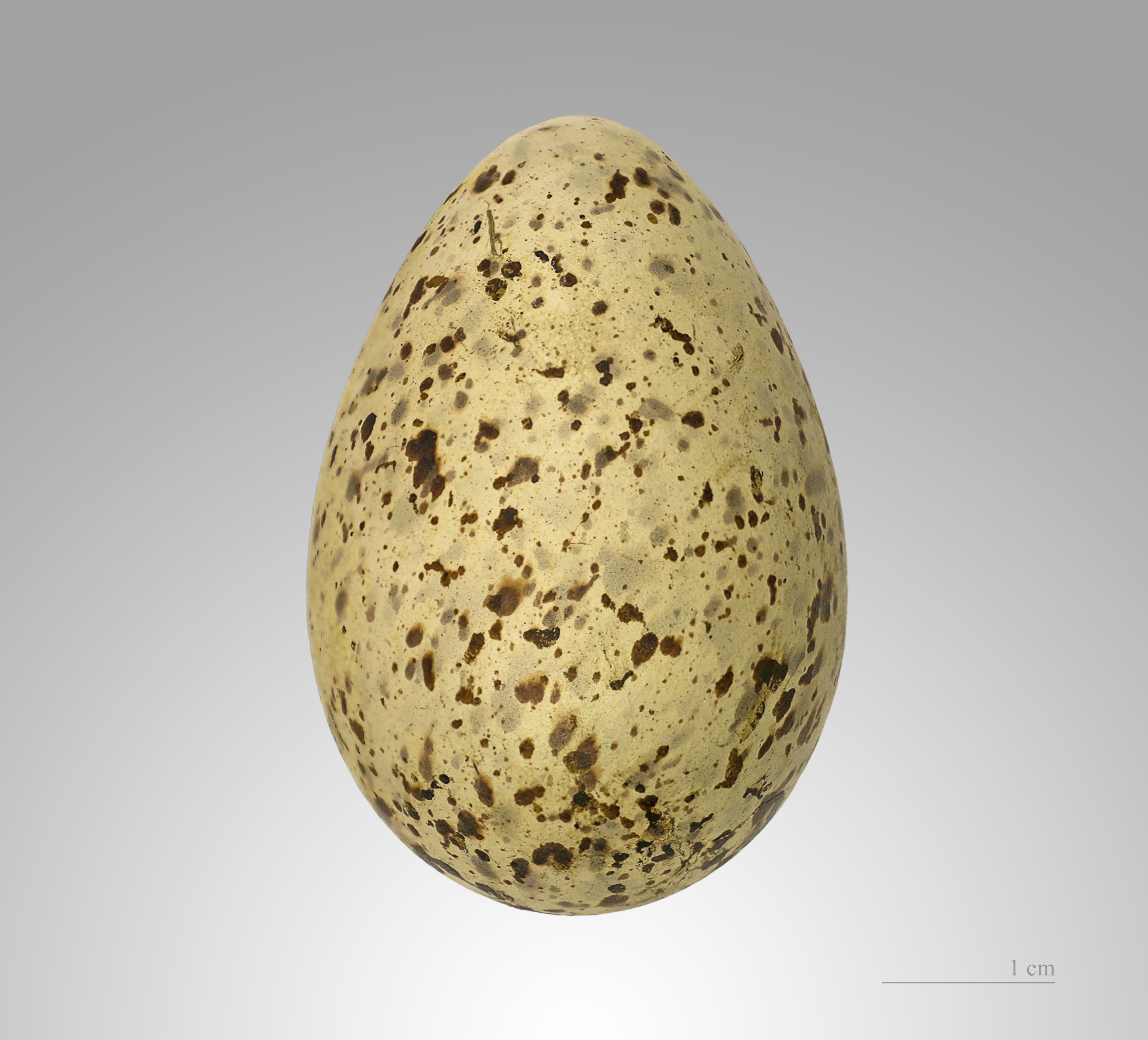
Calidris canutus

Исландские песочники гнездятся на просторах сибирской тундры, Гренландии, Канады и Аляски. Они не образуют колоний, а селятся отдельно, иногда на расстоянии нескольких километров друг от друга. Самка откладывает 3—4 яйца в углубление в земле, выстланное мхом. Оба родителя насиживают яйца, однако самка покидает гнездо незадолго до того, как птенцы появляются на свет. Птенцы быстро выбираются из гнезда и с первого же дня питаются самостоятельно. Как только они обретают способность летать, самец отправляется на зимовку в южные края. Птенцы следуют на юг через несколько дней или недель без сопровождения взрослых.

## Приспособление к резкому климату

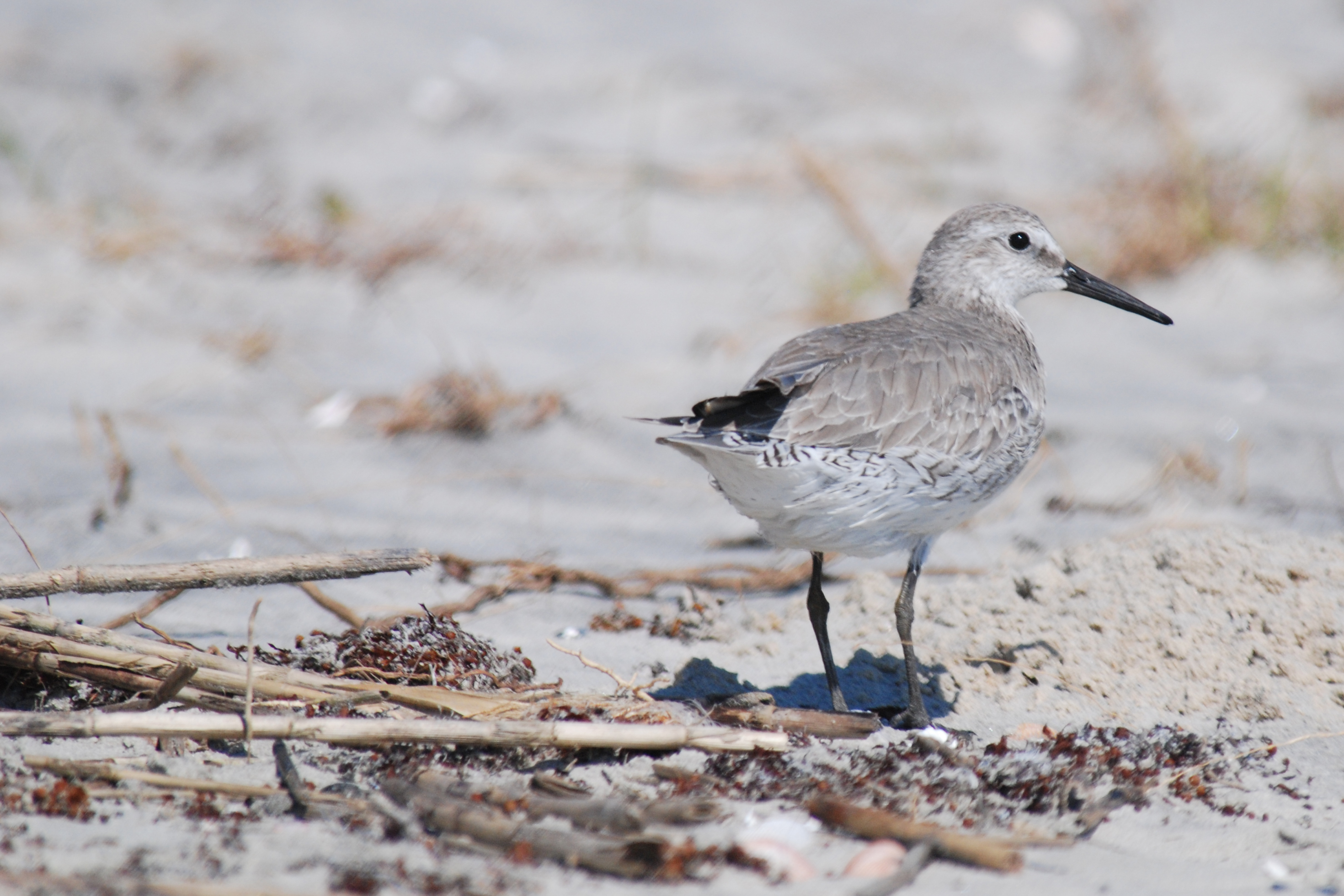
Исландский песочник в зимнем оперении

Исландский песочник относится к видам птиц, которые совершают наиболее дальние перелёты без остановок. Эти расстояния иногда достигают 5000 км. Чтобы совершить подобное достижение, у исландского песочника выработались особые признаки и способности. Перед дальним перелётом они принимают большие количества пищи, увеличивая свой обычный вес почти в два раза. По всему телу у них образуются отложения жира, которые снабжают их энергией во время длинного безостановочного перелёта. Для избежания излишнего балласта и вмещения жира у исландских песочников даже уменьшаются некоторые внутренние органы, в частности желудок. Это изменение вызывается пищей, которую принимают исландские песочники. Поедание добычи с твёрдыми оболочками приводит к увеличению желудка за счёт тренировки раздавливающих их мышц, в то время как мягкая пища, например черви, приводит к уменьшению желудка и веса.